# Condocerus aptus
Condocerus aptus är en nattsländeart som beskrevs av Arturs Neboiss 1982. Condocerus aptus ingår i släktet Condocerus och familjen långhornssländor. Inga underarter finns listade i Catalogue of Life.